# Świniuszka
Świniuszka (488 m) – wzniesienie we wsi Rodaki w województwie małopolskim, w powiecie olkuskim, w północnej części gminy Klucze. Znajduje się na Wyżynie Częstochowskiej wchodzącej w skład Wyżyny Krakowsko-Częstochowskiej.
Na wzniesieniu znajduje się duża ilość jurajskich skał, grot oraz jaskiń. Ze szczytu góry można obserwować panoramę Rodak, odległe tereny, pobliskie wioski i nawet (przy sprzyjającej pogodzie) Pustynię Błędowską. Na północno-zachodnim stoku góry, wśród skałek znajduje się wejście do jednej z najgłębszych jaskiń na Jurze Krakowsko-Częstochowskiej – Jaskini na Świniuszce. Jest długa na 127 m i szeroka na 37 m. U stóp góry wybija Źródło Miłości z krystalicznie czystą wodą, po którą przyjeżdżają turyści z odległych miejscowości. Woda ta jest ceniona ze względu na smak.
W lasach często występuje dzikie zwierzęta takie jak: borsuki, lisy, zające, sarny, łasice. W jaskiniach można spotkać całe stada nietoperzy. Są tam również liczne sowy. W lesie najczęściej rosną sosny na piaskach, lecz także znajdują się jodły, buki, lipy i świerki.
Oprócz Jaskini na Świniuszce jest jeszcze kilka innych jaskiń: Jaskinia Niska w Świniuszce, Jaskinia w Rodakach, Schronisko na Świniuszce, Schronisko w Ostańcu Pierwsze, Schronisko w Ostańcu Drugie. Jest też wiele skał,  na trzech z nich uprawiana jest wspinaczka skalna. Są to skały: Kopytko, Półtusze i Retro Ścianka.

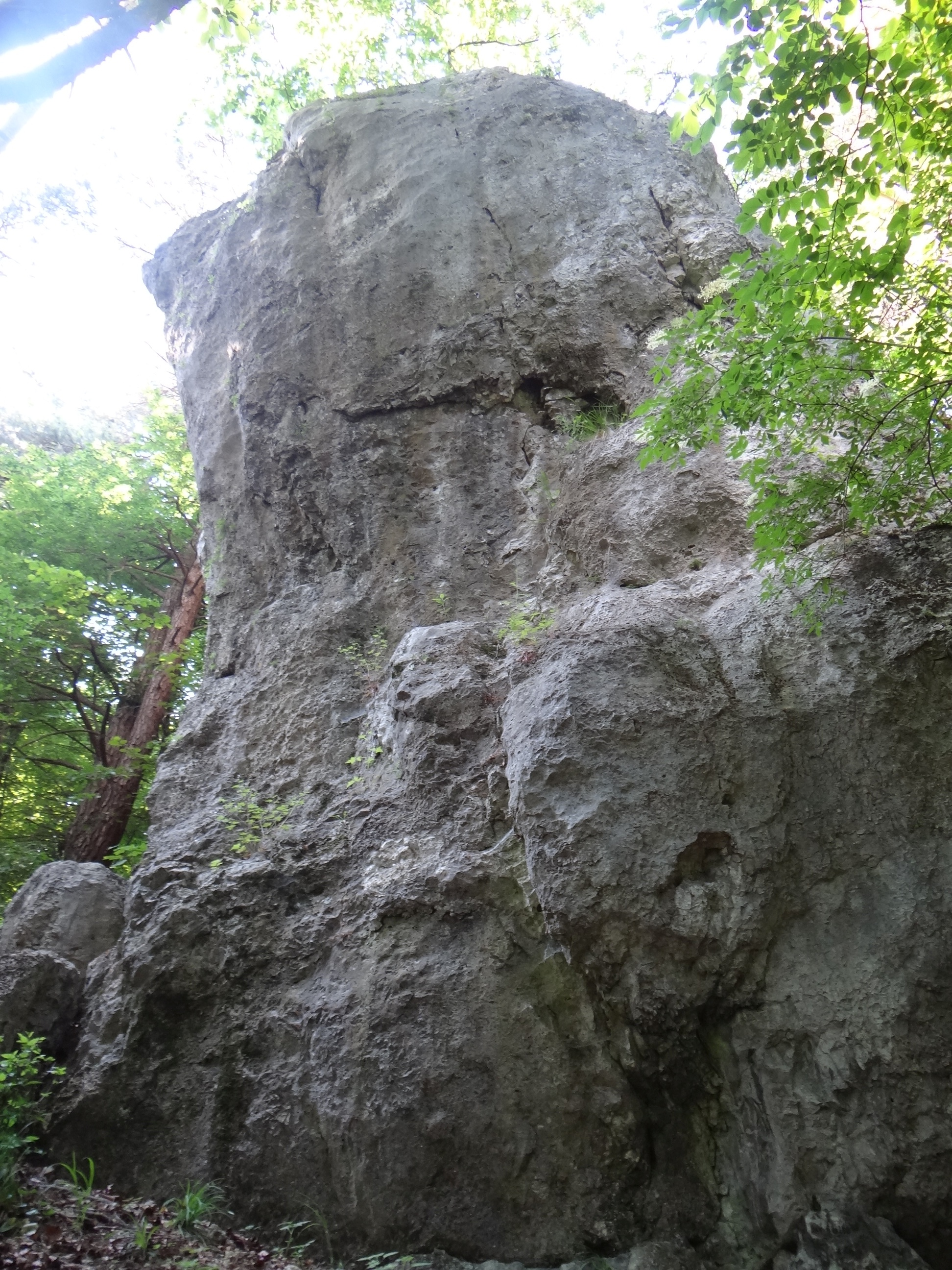
Kopytko
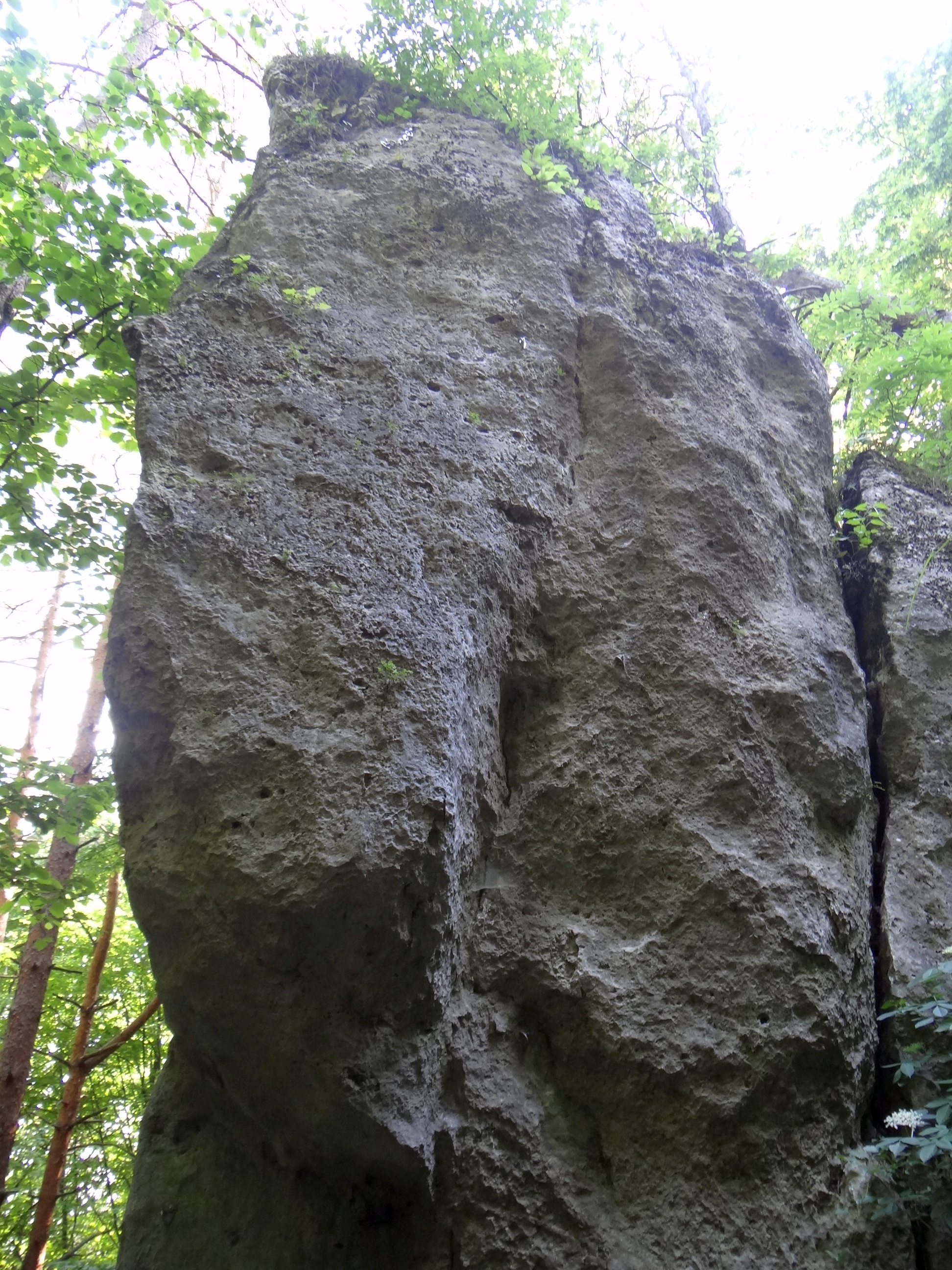
Półtusze
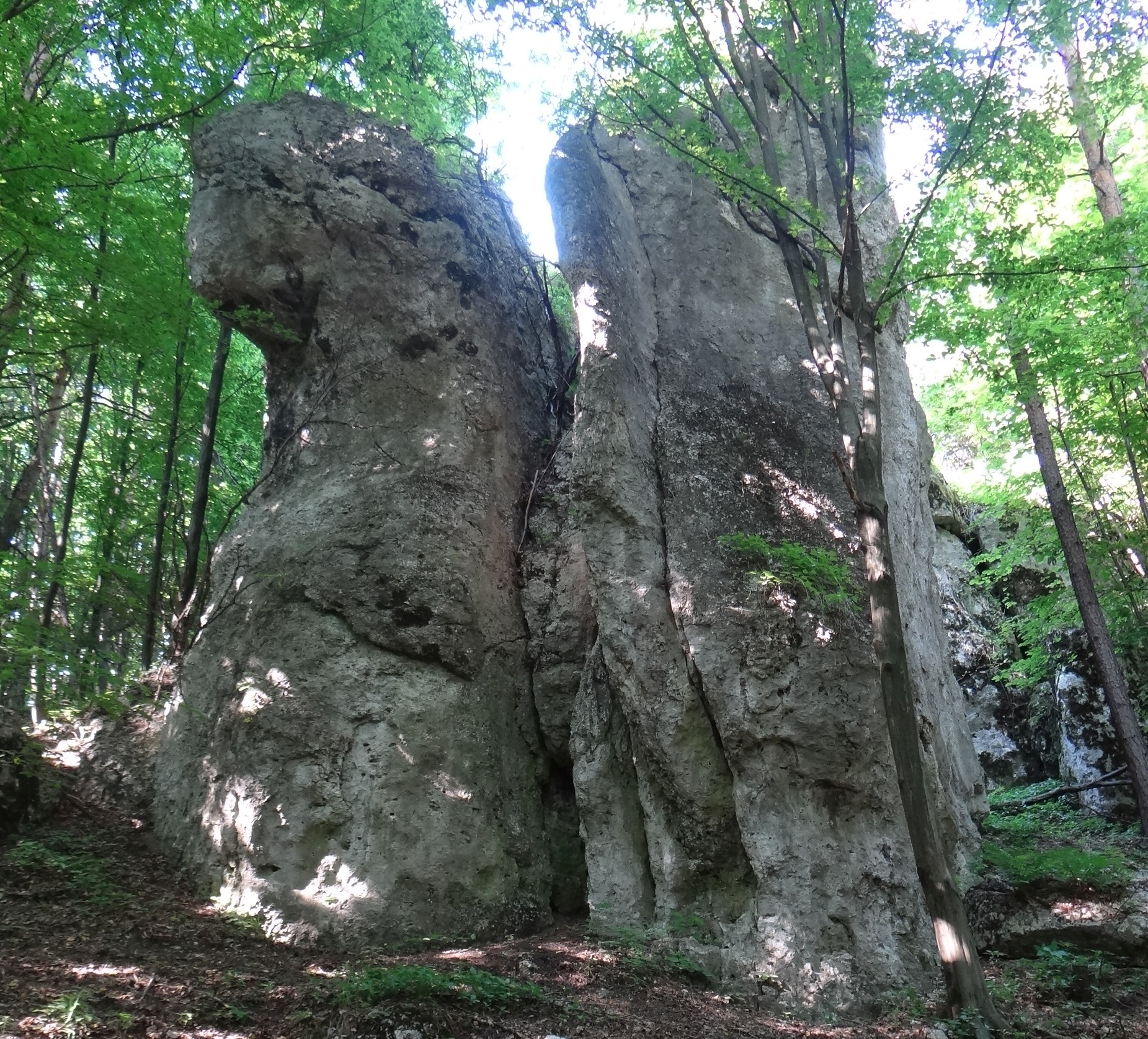
Półtusze
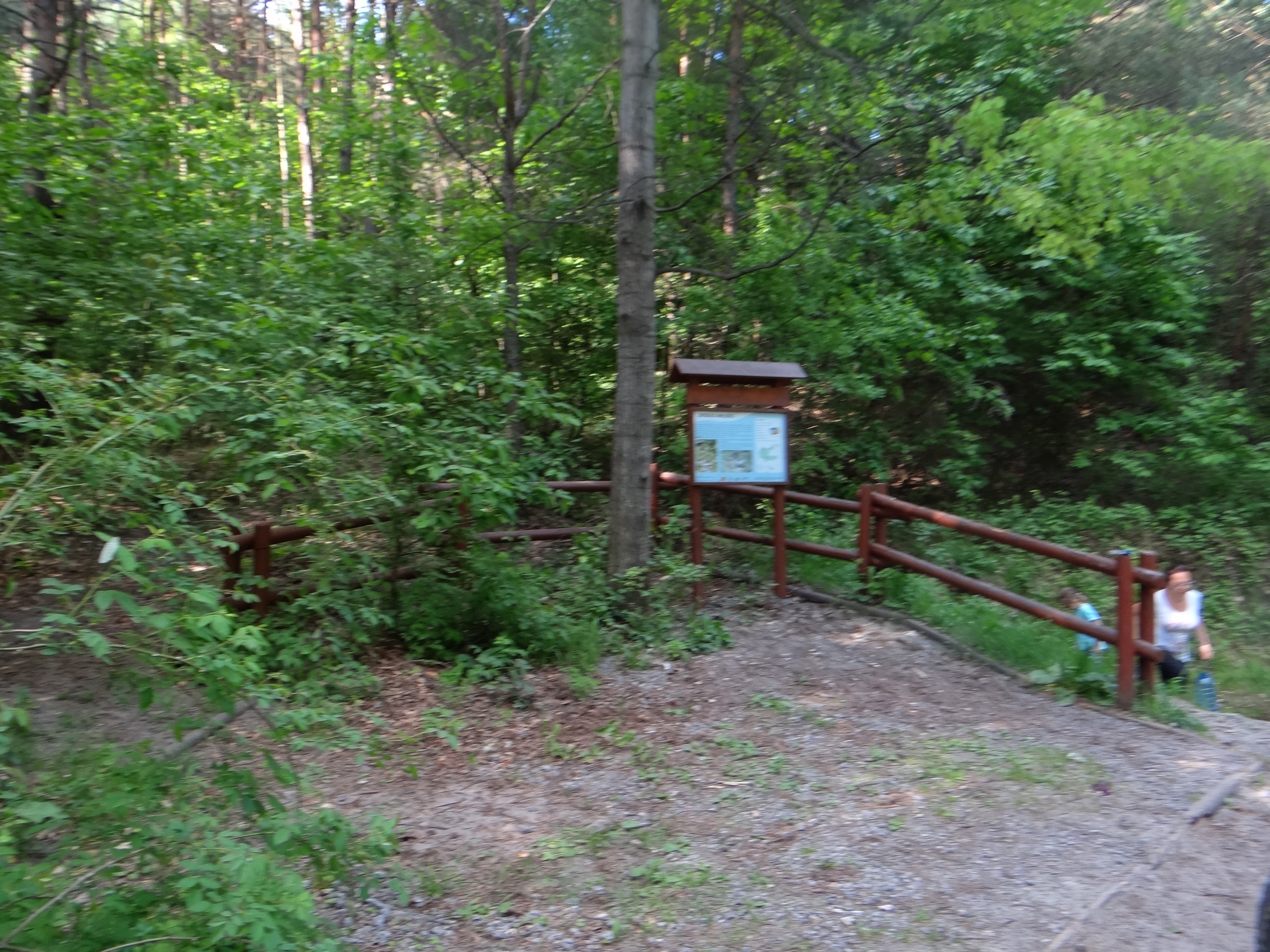
Źródło Miłości
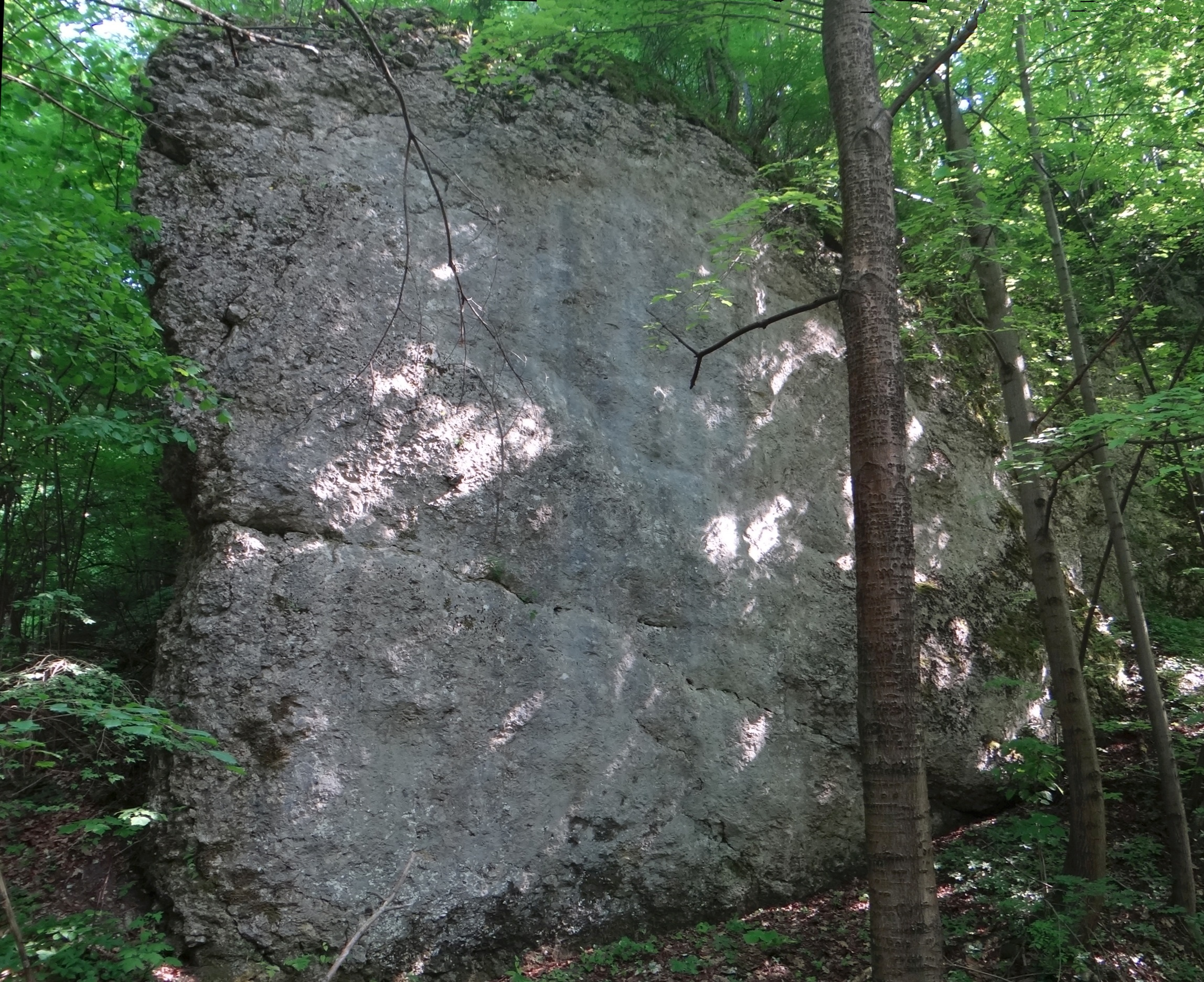
Retro Ścianka
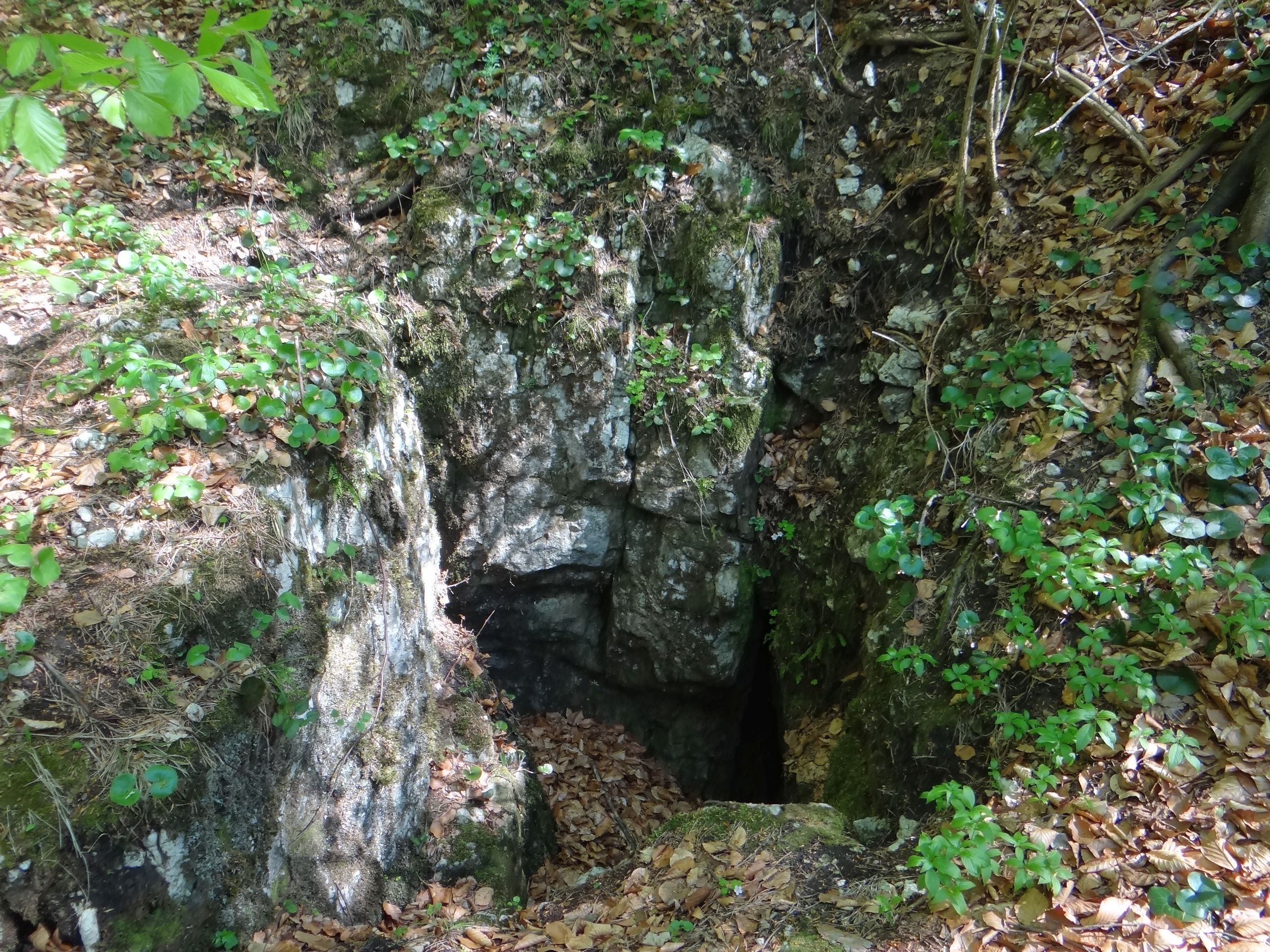
Schronisko na Świniuszce